# SmetanaQ Gallery

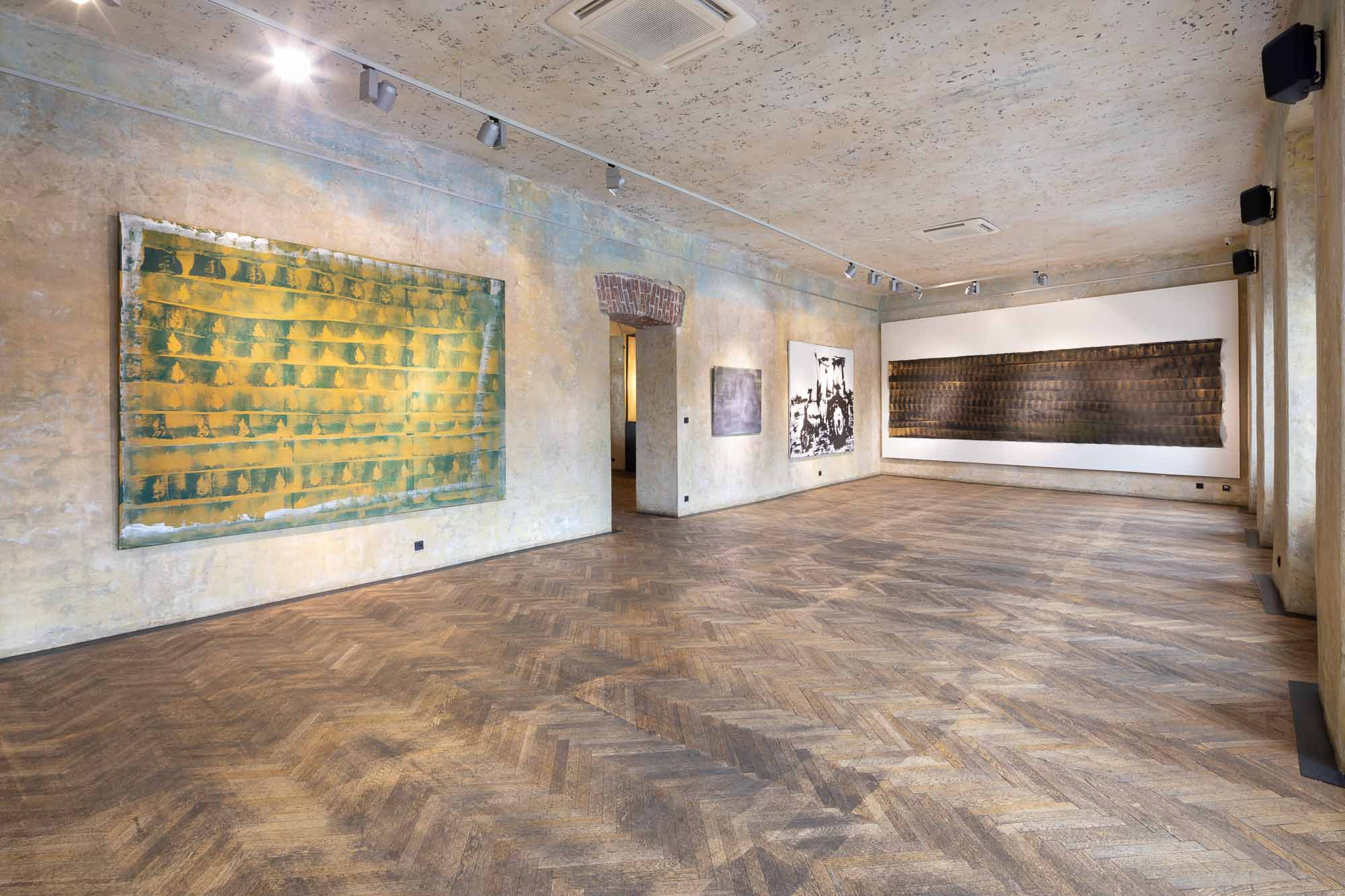
Prostor galerie

SmetanaQ Gallery je umělecká galerie v Praze otevřená v roce 2021. Je součástí konceptu multikulturního domu SmetanaQ a nachází se ve 2. patře budovy. Galerie prezentuje začínající umělce a již etablované autory napříč výtvarnými styly, genderem i věkem. Zakladatelkou a hlavní kurátorkou SmetanaQ Gallery je Markéta Musilová. Prostory galerie jsou také krátkodobě pronajímané pro komerční akce. K dispozici jsou tři vzájemně propojené, zrestaurované sály. Oba velké sály nabízejí výhled na panorama Pražského hradu a Petřín.

## Historie budovy
Měšťanský bytový dům ve stylu klasicismu byl postaven v letech 1846–47 podle projektu architekta Bernharda Gruebera na pravém břehu řeky Vltavy. Nábřeží do té doby mělo přírodní ráz. Místy písčité nebo travnaté, zvolna se svažovalo k řece. Stály na něm rybářské domky, sušily se tu sítě a skladovalo splavované dříví. Na místě nynějšího domu stával domek převozníka čp. 334. Stejné číslo popisné bylo později přeneseno na nový dům, na kterém se zachovalo dodnes. Dům na jižní straně hraničil s říční zátokou, jeho půdorys je proto z této strany zešikmený. Zátoku tehdy využívala místní cihelna jako nákladní přístav. Po úpravách nábřeží zátoka zmizela a dnes na jejím místě v sousedství stojí palác Lažanských s Filmovou a televizní fakultou AMU.
Budova byla původně koncipována jako bytový dům, postupně se však několika rekonstrukcemi v průběhu 20. století proměnila v kancelářskou. Mezi majiteli domu byl například V. J. Rott, Pražská paroplavební společnost a později Řízení letového provozu ČR. Mezi nájemce patřila i galerie Zdeňka Sklenáře.

### Rekonstrukce
V roce 2013 byl dům poškozen silnou explozí plynu v ulici Divadelní. Výbuchem bylo narušeno nosné zdivo, propadly se části stropů v traktu do Divadelní ulice a hrozilo zřícení budovy. Původní majitel dům nákladnými opravami zabezpečil a poté prodal. V současné době je zcela zrekonstruována část domu na Smetanově nábřeží; jeho protější strana do Divadelní ulice je zatím nepřístupná a ze statických důvodů není jasné, kdy bude možné druhou část domu plně využít.

## Seznam výstav
|     | Název výstavy                      | Vystavující | Termín                      |
| --- | ---------------------------------- | --- | --------------------------- |
| 1.  | Í H M N Í                          | Miloš Šejn | 1. 10. 2021 — 14. 11. 2021  |
| 2.  | Mezi dobrem a zlem                 | Veronika Šrek Bromová | 3. 12. 2021 — 30. 1. 2021   |
| 3.  | Spoje                              | Jiří Černický, Bedřich Dlouhý, Čestmír Kafka, Krištof Kintera, Adéla Matasová, Karel Nepraš, Petr Veselý | 11. 2. 2022 — 10. 4. 2022   |
| 4.  | Erekce oka                         | Jiří David | 28. 04. 2022 — 19. 06. 2022 |
| 5.  | Konkrétní Smetana                  | Vladana Hajnová, Pavel Hayek, Milan Houser, Dalibor Chatrný, Jaroslav Jebavý, Ladislav Jezbera, Jan Kovářík, Richard Loskot, Štěpán Málek, Aleš Svoboda, Markéta Váradiová                                                               | 23. 06. 2022 — 18. 09. 2022 |
| 6.  | Malebné kontra-punkty              | Jiří Šigut | 29. 09. 2022 — 04. 12. 2022 |
| 7.  | Fragment kaleidoskopu              | Lu Jindrák Skřivánková a Ira Svobodová | 08. 12. 2022 — 05. 03. 2023 |
| 8.  | Oblaka pod zlatými hvězdami        | Jakub Špaňhel | 10. 03. 2023 — 04. 06. 2023 |
| 9.  | Světloplach                        | Petr Nikl v autorské spolupráci s Honzou Sakařem a Ondřejem Smeykalem | 09. 06. 2023 — 17. 09. 2023 |
| 10. | Měkkohlaví                         | Karel Adamus, Jan K. Čeliš, Martin Klimeš, Petr Kvíčala, Otis Laubert, Milan Magni, Václav Malina, Milan Maur, Marian Palla, Miloš Šejn, Jiří Šigut, Jiří Valoch                                                                         | 22. 09. 2023 — 26. 11. 2023 |
| 11. | Stopy zítřka                       | Kateřina Ondrušková, Markéta Bábková, Barbora Valášková | 20. 12. 2023 — 11. 02. 2024 |
| 12. | Art Grand Slam                     | Alena Anderlová, Michal Cimala, Veronika Čechmánková, Dalibor David, Milena Dopitová, Jakub Janovský, Jitka Petrášová, Tereza Sikorová & Tomáš Moravanský, Paulina Skávová, Lukáš Slavický, Pavel Šmíd, Michael Rittstein, Lubomír Typlt | 15. 02. 2024 — 17. 03. 2024 |
| 13. | Jak se starat o květiny, když prší | Petra Švecová | 05. 04. 2024 — 09. 06. 2024 |
| 14. | RELOAD                             | Karel Balcar, Jindra Hájek, Linda Klimentová, Jan Mikulka, Dušan Mravec, Michal Ožibko, Jan Petrov, Pavel Samlík, Richard Stipl, Leoš Suchan, Pavel Šich, Jan Uldrych, Markéta Urbanová, Blanka Valchářová                               | 21. 06. 2024 — 15. 09. 2024 |
| 15. | VANDALS                            | Marek Schovánek | 25. 09. 2024 — 17.11. 2024  |
| 16. | Invisible moments                  | Annemari Vardanyan | 20. 12. 2024 — 16. 02. 2025 |